# UFC Fight Night: Cejudo vs. Dillashaw
UFC Fight Night: Cejudo vs. Dillashaw (também conhecido como UFC Fight Night 143 ou UFC on ESPN+ 1) foi um evento de MMA produzido pelo Ultimate Fighting Championship no dia 19 de janeiro de 2019, no Barclays Center, em Brooklyn, Nova Iorque.

## Card Oficial
Nota 1 Pelo Cinturão Peso Mosca do UFC. Dillashaw possui o Cinturão Peso Galo do UFC, mas este não esteve valendo na luta .  

## Bônus da Noite
Os lutadores receberam $50.000 de bônus:
- Luta da Noite:  Donald Cerrone vs.  Alexander Hernandez
- Performance da Noite:  Henry Cejudo e  Donald Cerrone

## Ligações Externas
1. ↑  Nota 1